# A Cook-szigetek a 2010. évi nyári ifjúsági olimpiai játékokon
Cook-szigetek a Szingapúrban megrendezett 2010. évi nyári ifjúsági olimpiai játékok egyik részt vevő nemzete volt. Sportolói 3 sportágban vettek részt: kézilabda, úszás, vitorlázás.

## Kézilabda
| Csapattagok | Versenyszám   | Csoportkör                                        | Csoportkör | 5. helyért              | 5. helyért              | Helyezés |
| Csapattagok | Versenyszám   | A Csoport                                         | Helyezés   | 1. meccs                | 2. meccs                | Helyezés |
| --- | ------------- | ------------------------------------------------- | ---------- | ----------------------- | ----------------------- | -------- |
| Munokoa Elikana Cruz Robati Terence Munro Volunteer Tokorangi Peter Tuaratini Neilsen Turoa Kamana Tangimetua Tangimetua Reed Akapi Cowan Mana Ngaau Tapi Mataora Peter Kermode Gerald Piho Te Koyo Tai Nimeti Aurand Tou | Fiú kézilabda | Franciaország (FRA) · 4-58 Dél-Korea (KOR) · 4-70 | 3.         | Szingapúr (SIN) · 20-27 | Szingapúr (SIN) · 18-32 | 6.       |

## Úszás
Fiú
| Versenyző   | Versenyszám        | Előfutam | Előfutam | Elődöntő | Elődöntő | Döntő   | Döntő    |
| Versenyző   | Versenyszám        | Idő      | Hely.    | Idő      | Hely.    | Idő     | Helyezés |
| ----------- | ------------------ | -------- | -------- | -------- | -------- | ------- | -------- |
| Aaron Brown | 50 m-es gyorsúszás | 26.70    | 36.      | kiesett  | kiesett  | kiesett | kiesett  |

Lány
| Versenyző     | Versenyszám        | Előfutam | Előfutam | Elődöntő | Elődöntő | Döntő   | Döntő    |
| Versenyző     | Versenyszám        | Idő      | Hely.    | Idő      | Hely.    | Idő     | Helyezés |
| ------------- | ------------------ | -------- | -------- | -------- | -------- | ------- | -------- |
| Celeste Brown | 50 m-es gyorsúszás | 29.40    | 43.      | kiesett  | kiesett  | kiesett | kiesett  |

## Vitorlázás
Fiú
| Versenyző     | Versenyszám                    | Futam | Futam | Futam | Futam | Futam | Futam | Futam | Futam | Futam | Futam | Futam | Futam | Pontszám | Helyezés |
| Versenyző     | Versenyszám                    | 1     | 2     | 3     | 4     | 5     | 6     | 7     | 8     | 9     | 10    | 11    | M*    | Pontszám | Helyezés |
| ------------- | ------------------------------ | ----- | ----- | ----- | ----- | ----- | ----- | ----- | ----- | ----- | ----- | ----- | ----- | -------- | -------- |
| Aquila Tatira | Egyszemélyes dinghy (Byte CII) | 23    | 23    | 13    | 27    | 26    | 22    | 19    | 15    | 28    | 23    | 15    | 25    | 204      | 24.      |

Lány
| Versenyző           | Versenyszám                    | Futam | Futam | Futam | Futam | Futam | Futam | Futam | Futam | Futam | Futam | Futam | Futam | Pontszám | Helyezés |
| Versenyző           | Versenyszám                    | 1     | 2     | 3     | 4     | 5     | 6     | 7     | 8     | 9     | 10    | 11    | M*    | Pontszám | Helyezés |
| ------------------- | ------------------------------ | ----- | ----- | ----- | ----- | ----- | ----- | ----- | ----- | ----- | ----- | ----- | ----- | -------- | -------- |
| Teau Moana McKenzie | Egyszemélyes dinghy (Byte CII) | 25    | 30    | 29    | 30    | 26    | DSQ   | 29    | 28    | 29    | 28    | 27    | 29    | 280      | 31.      |

## Fordítás
Ez a szócikk részben vagy egészben  a   Cook Islands at the 2010 Summer Youth Olympics című angol Wikipédia-szócikk fordításán alapul.  Az eredeti cikk szerkesztőit annak laptörténete sorolja fel. Ez a jelzés csupán a megfogalmazás eredetét és a szerzői jogokat jelzi, nem szolgál a cikkben szereplő információk forrásmegjelöléseként.